# Gartempe, Creuse
Gartempe este o comună în departamentul Creuse din centrul Franței. În 2009 avea o populație de 128 de locuitori.

## Evoluția populației
| An        | 1975 | 1982 | 1990 | 1999 | 2006 | 2009 |
| --------- | ---- | ---- | ---- | ---- | ---- | ---- |
| Populație | 165  | 157  | 124  | 132  | 141  | 128  |